# Scultura panciuta

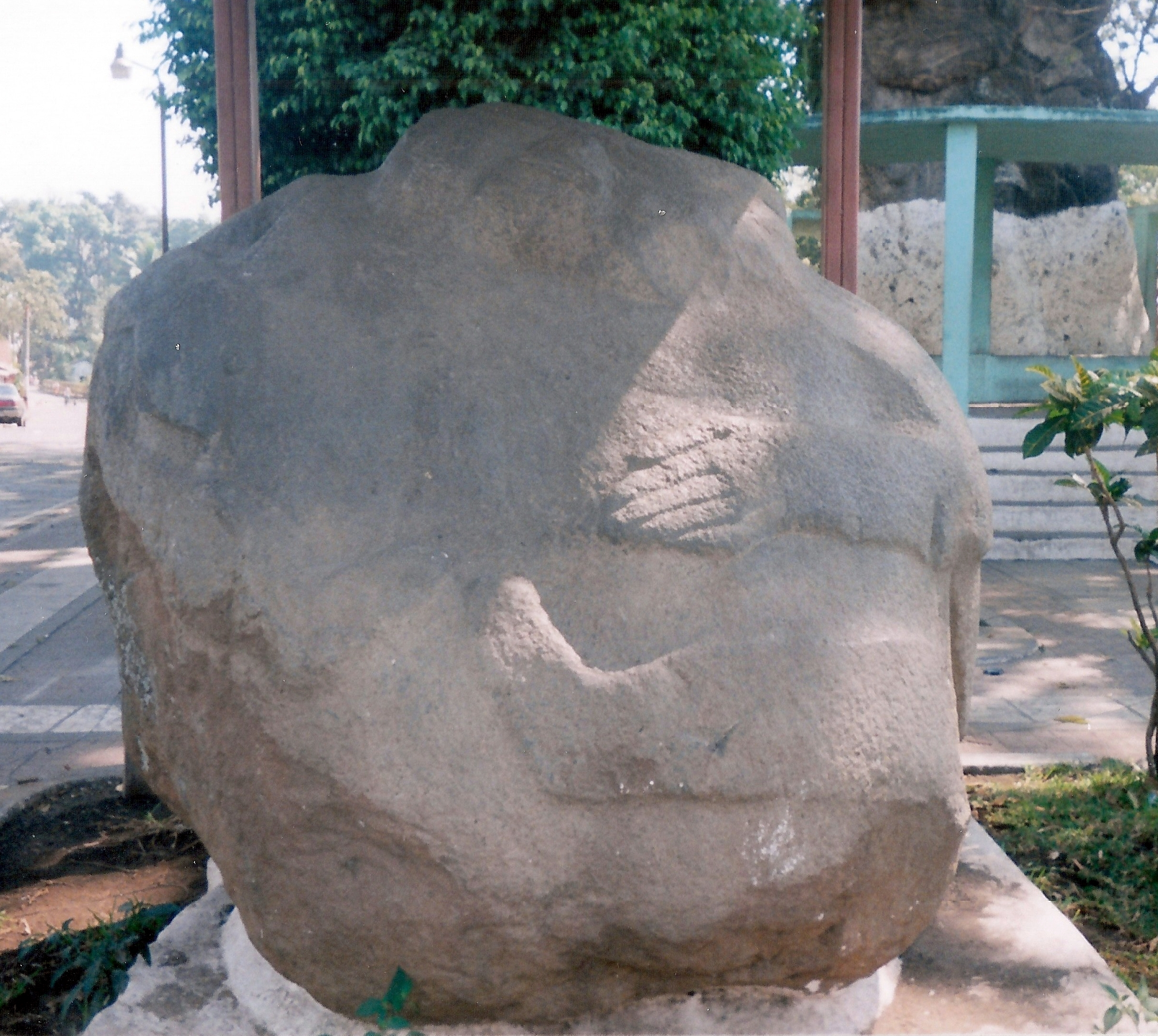
Una scultura panciuta da Monte Alto in Guatemala, in mostra in plaza de La Democracia.

Le sculture panciute (spagnolo esculturas barrigonas, inglese potbelly sculptures) sono sculture a tutto tondo di figure umane obese scolpite in massi. Sono un elemento distintivo della tradizione scultorea dell'area maya meridionale della Mesoamerica. Il fine preciso delle sculture panciute è ignoto, sebbene paia che esse siano state l'oggetto della venerazione e del rituale pubblico diretto dall'élite dominante. Benché questa tradizione scultorea si trovi all'interno dell'area maya meridionale, si è riconosciuto che le sculture stesse sono non maya.

## Descrizione
I monumenti panciuti sono sculture a tutto tondo, generalmente rozze, di figure umane estremamente grasse; esse sono solitamente sedute a gambe incrociate e hanno enormi stomaci rigonfi serrati tra le braccia e le gambe della figure. Le teste sono rotonde e normalmente hanno gli occhi chiusi e possiedono palpebre gonfie e labbra sporgenti. I monumenti sono generalmente di genere indeterminato e di solito sono scoplite nel basalto porfirico, un tipo di roccia con una combinazione di grandi e piccoli grani di minerale che è comune lungo le colline pedemontane dell'America Centrale. Vi sono esempi occasionali di figure panciute lavorate da altri materiali, come la ceramica o altri tipi di roccia.
Ci sono variazioni sul tema panciuto che includono sculture panciute complete, panciuti senza testa, alcune delle quali potrebbero essere volutamente senza testa, e sculture panciute che consistono solo di una testa senza corpo e che sono riconosciute come appartenenti allo stile anche se non hanno un corpo panciuto. Alcune sculture panciute indossano colletti o indumenti, mentre altre sono apparentemente nude. Ci sono esempi con ombelichi molto sporgenti mentre altre sculture non pongono affatto un'enfasi sull'ombelico. Alcuni esempi di scultura panciuta hanno ornamenti sul petto e alcune sculture sono sedute su piedistalli. Ci sono esempi di sculture panciute corrispondenti al tipo generale che non sono così così grasse com'è la regola.
Le sculture panciute variano enormemente per dimensioni e peso, dagli esami più piccoli che possono pesare appena pochi grammi e misurare 4 centimetri, ai monumenti che pesano 12 tonnellate e misurano 2 metri.

## Datazione
La datazione delle sculture panciute è stata problematica essendo poche delle prime sculture conosciute state trovate nel loro contesto originale. I ricercatori degli anni 1950 sostenevano che lo stile fosse olmeco derivato o forse preolmeco. Si ritiene che la cultura olmeca sia durata dal 1500 a.C. fino al 400 a.C. sulla base della datazione con il metodo del carbonio-14. Le indagini a Santa Leticia erano focalizzate sulla risposta al problema di datazione e datarono con sicurezza i Monumenti 1 e 3 di Santa Leticia tra il 500 a.C. e il 100 d.C. usando una combinazione di datazione con il carbonio-14 e di prove ceramiche.
La datazione dei monumenti al Tardo preclassico indica che lo stile panciuto possa essere un tardo derivato delle prime teste colossali olmeche, sebbene non risponda alla questione dell'etnia degli scultori. I monumenti panciuti furono talvolta riutilizzati dai popoli successivi della regione, come a Sin Cabezas, Copán e Teopán. Un argomento contro la teoria che la scultura panciuta sia una forma d'arte influenzata dagli Olmechi è che la direzione della diffusione dello stile sembra essere stata da sud a nord, mentre l'area nucleare olmeca si trova a nord, sulla costa del Golfo del Messico, il che indicherebbe una diffusione attesa da nord a sud se gli Olmechi fossero davvero l'origine dello stile.

## Interpretazione

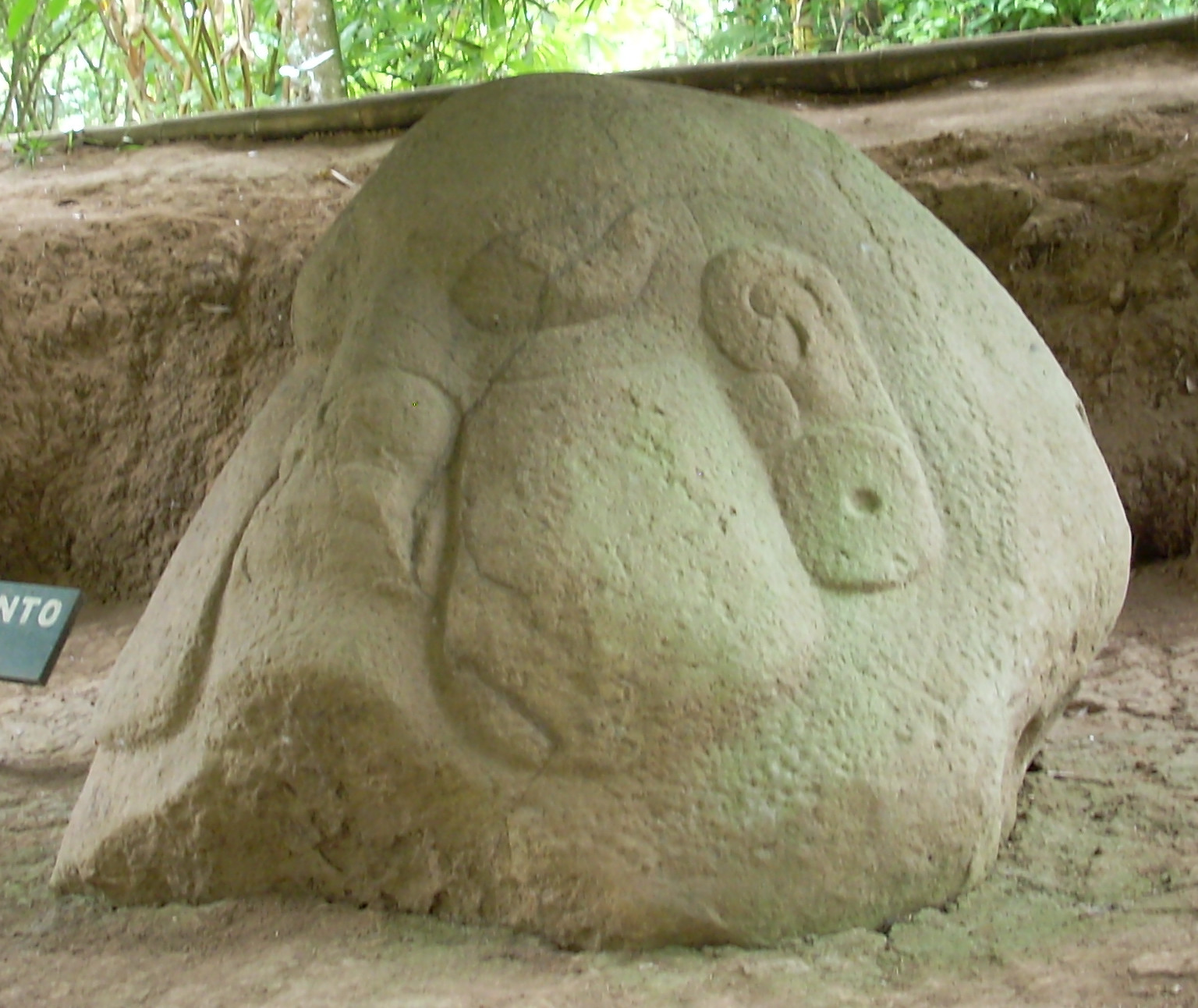
Monumento 99 di Takalik Abaj, una testa colossale in stile panciuto con una faccia dilatata che suggerisce un cadavere gonfio.

Le sculture panciute sono state interpretate in una varie maniere. I ricercatori hanno teorizzato che le sculture panciute rappresentino antenati morti. In alternativa, sono state associate con bambini o con il mal compreso Dio Grasso della mitologia mesoamericana. I monumenti panciuti sono stati associati anche a un gruppo di entità soprannaturali associate al focolare domestico. Un'ulteriore interpretazione, basata sulla scultura trovata a Teopán nel Salvador occidentale, interpreta le figure panciute come donne al termine della gravidanza, probabilmente nell'atto stesso di partorire.
Una teoria è che le sculture rappresentino individui deceduti con corpi gonfi, occhi chiusi pance distese e facce dilatate. La posizione delle membra su alcuni monumenti, pur seguendo i contorni naturali del masso, danno un'impressione della posizione dei cadaveri trovati nei fasci delle successive sepolture maya. È possibile che il Monumento 2 di Pasaco e la scultura panciuta di San Juan Sacatepéquez raffigurino il posizionamento di un grano di giada nella bocca della scultura. Sebbene si sia suggerito che i monumenti stessi siano cippi funerari, sono state trovate solo tre sculture direttamente associate a resti umani. Una di queste è una scultura panciuta di ceramica proveniente da Colha in Belize, gli altri sono di Chalchuapa e Kaminaljuyu. Tuttavia, poiché la maggior parte dei monumenti panciuti non furono trovati nelle loro originarie collocazioni è impossibile sapere se servivano in origine come cippi funerari.

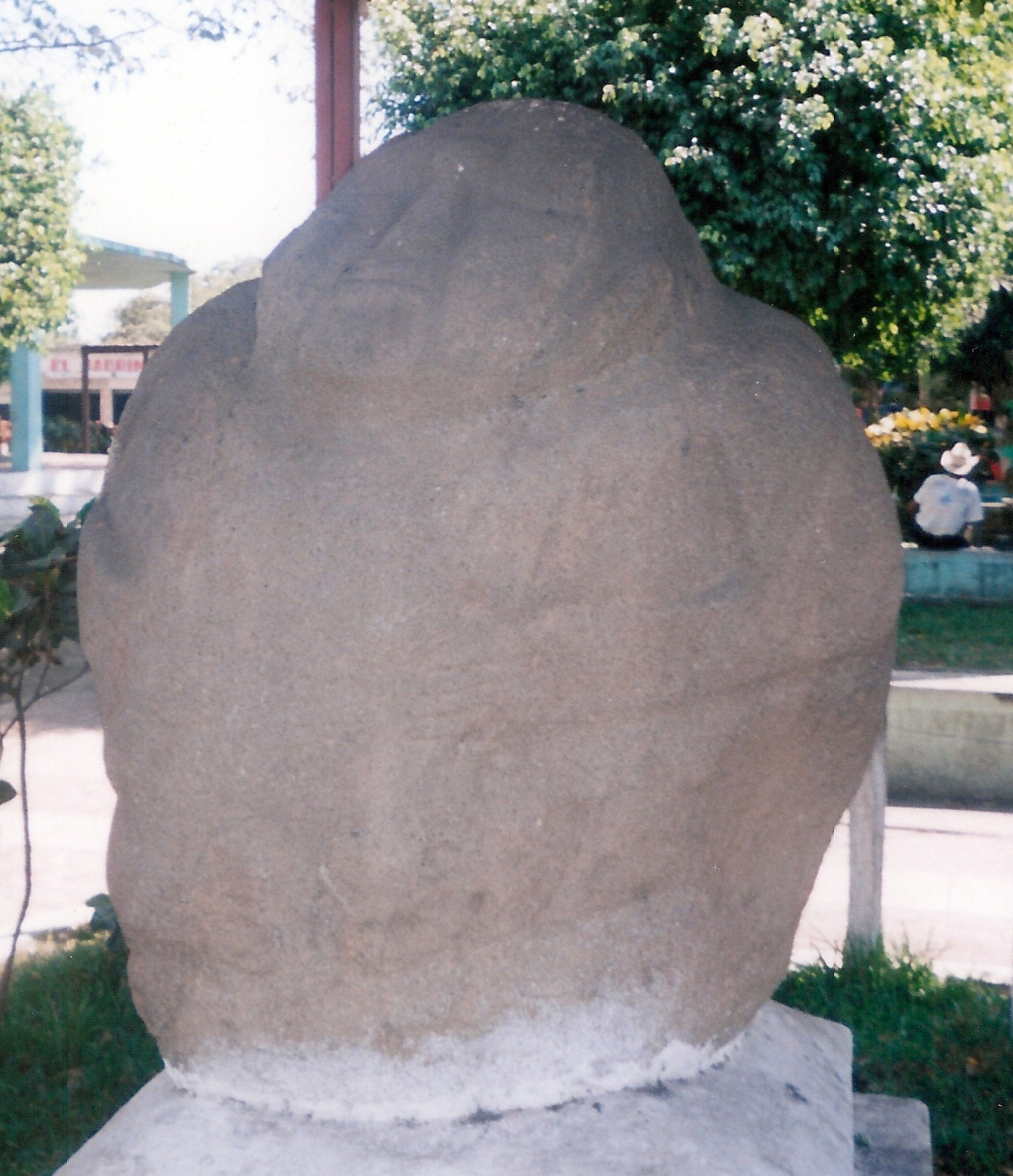
Una scultura panciuta di Monte Alto, in mostra a La Democracia.

Un'interpretazione alternativa dei monumenti panciuti è che fossero rappresentazioni della sovranità. Questo è suggerito dalla posizione del corpo rappresentata nelle sculture, dal tipo di ornamento talvolta dipinto su di esse, dai piedistalli sui quali talvolta poggiano e dai siti cerimoniali dove si trovano nonché dalle loro collocazioni all'interno di tali siti. La posizione del corpo panciuto è simbolica della sovranità; le figure sono sedute a gambe incrociate e con le braccia che avvolgono il corpo o tengono un oggetto. Si sa che venticinque monumenti panciuti mostrano un colletto come collana, che suggerisce di nuovo la sovranità. Le basi dei piedistalli si conoscono dalle sculture panciute di Sin Cabezas, Antigua Guatemala, Kaminaljuyu, Santa Cruz del Quiché, Takalik Abaj, Tikal, Ujuxte, El Balsamo, Los Cerritos e La Nueva in Guatemala, Chalchuapa in El Salvador, e Copán in Honduras. Questo rappresenta il 42% dei siti con sculture panciute. Se i piedistalli sono equivalenti ai troni allora è rilevante anche il Monumento 58 di Bilbao, che fu trovato associato a un altare o trono di pietra su quattro gambe e in origine può essere stato posizionato in cima ad esso.
La diversità dei monumenti che ricadono nella tradizione scultorea panciuta e l'individualità dei monumenti sostengono la tesi che essi rappresentino singoli sovrani. I monumenti potrebbero essere stati visti dagli antichi popoli della regione come una raffigurazione sia della sovranità sia dei loro antenati.

## Distribuzione

La zona costiera pacifica della Mesoamerica meridionale che mostra il nucleo della zona di distribuzione delle statue panciute.

Le sculture panciute sono distribuite lungo il versante pacifica della Mesoamerica meridionale dal Chiapas in Messico, attraverso il Guatemala fino a El Salvador, nonché negli altipiani guatemaltechi. Alcuni esempi sono stati trovati ancora più lontano nei bassopiani maya del Guatemala e dell'Honduras. Una figura panciuta di ceramica fu trovata fino a Colha nel Belize settentrionale ed è stata datata all'880–600 a.C. ca., nel Medio preclassico.
| Area                            | N. di monumenti | %   |
| ------------------------------- | --------------- | --- |
| Chiapas (versante pacifico)     | 4               | 4%  |
| Guatemala (versante pacifico)   | 51              | 56% |
| Guatemala (altipiani)           | 19              | 21% |
| El Salvador (versante pacifico) | 5               | 5%  |
| Bassipiani maya                 | 5               | 5%  |
| sconosciuta                     | 6               | 7%  |

Il nucleo dell'area di distribuzione ricade all'interno di una zona pedemontana umida con la terra che consiste di suolo vulcanico e breccia portati giù dalle montagne, con massi basaltici di varie dimensioni presenti naturalmente che fornivano una pratica materia prima per la scultura. Le sculture panciute si trovano in importanti centri cerimoniali.

### Chiapas (Messico)
| Sito               | N. di monumenti |
| ------------------ | --------------- |
| Izapa              | 1               |
| La Unidad          | 2               |
| Tonalá-Tapanatepec | 1               |

### Guatemala

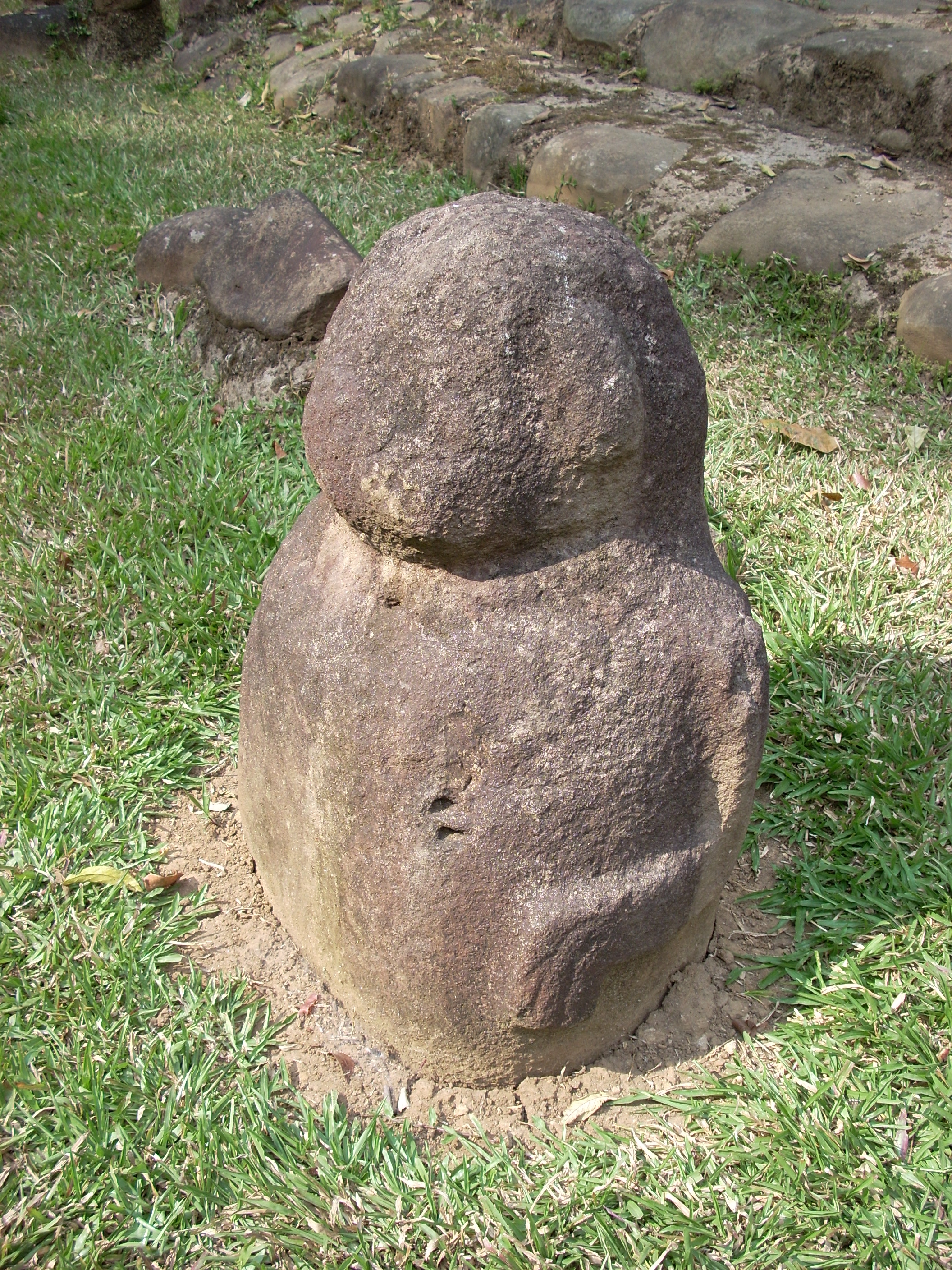
Monumento 109 a Takalik Abaj, una piccola scultura panciuta.

Sono stati trovati esempi in molti siti sulla costa pacifica del Guatemala, compresi Takalik Abaj, Monte Alto, Bilbao ed El Baúl. Gli esempi più antichi di monumenti panciuti sono stati datati al Medio preclassico, mentre la maggioranza data al Tardo preclassico.
Esempi ben preservati di sculture panciute del Tardo preclassico sono state trovate a Bilbao, sulla pianura costiera, e a Kaminaljuyu negli altipiani guatemaltechi. Un piccolo monumento panciuto è stato trovato nella grande città maya di Tikal nei bassipiani di Petén in Guatemala.
| Zona            | Sito                     | N. di monumenti |
| --------------- | ------------------------ | --------------- |
| Altipiani       | Antigua Guatemala        | 1               |
| Altipiani       | Kaminaljuyu              | 15              |
| Altipiani       | Lago Atitlán             | 1               |
| Altipiani       | San Juan Sacatepéquez    | 1               |
| Altipiani       | Santa Cruz del Quiché    | 1               |
| Costa pacifica  | El Balsamo               | 1               |
| Costa pacifica  | El Baúl                  | 1               |
| Costa pacifica  | Bilbao                   | 3               |
| Costa pacifica  | Chiquimulilla            | 5               |
| Costa pacifica  | Los Cerritos             | 3               |
| Costa pacifica  | Chocolá                  | 1               |
| Costa pacifica  | La Concepción            | 3               |
| Costa pacifica  | Finca Solola (Tiquisate) | 3               |
| Costa pacifica  | Giralda                  | 2               |
| Costa pacifica  | La Gomera                | 3               |
| Costa pacifica  | Monte Alto               | 6               |
| Costa pacifica  | La Nueva                 | 2               |
| Costa pacifica  | Obero                    | 2               |
| Costa pacifica  | Pasaco                   | 2               |
| Costa pacifica  | Sin Cabezas              | 4               |
| Costa pacifica  | Takalik Abaj             | 8–11            |
| Costa pacifica  | Ujuxte                   | 2               |
| Bassipiani maya | San Bartolo              | 1               |
| Bassipiani maya | Tikal                    | 1               |

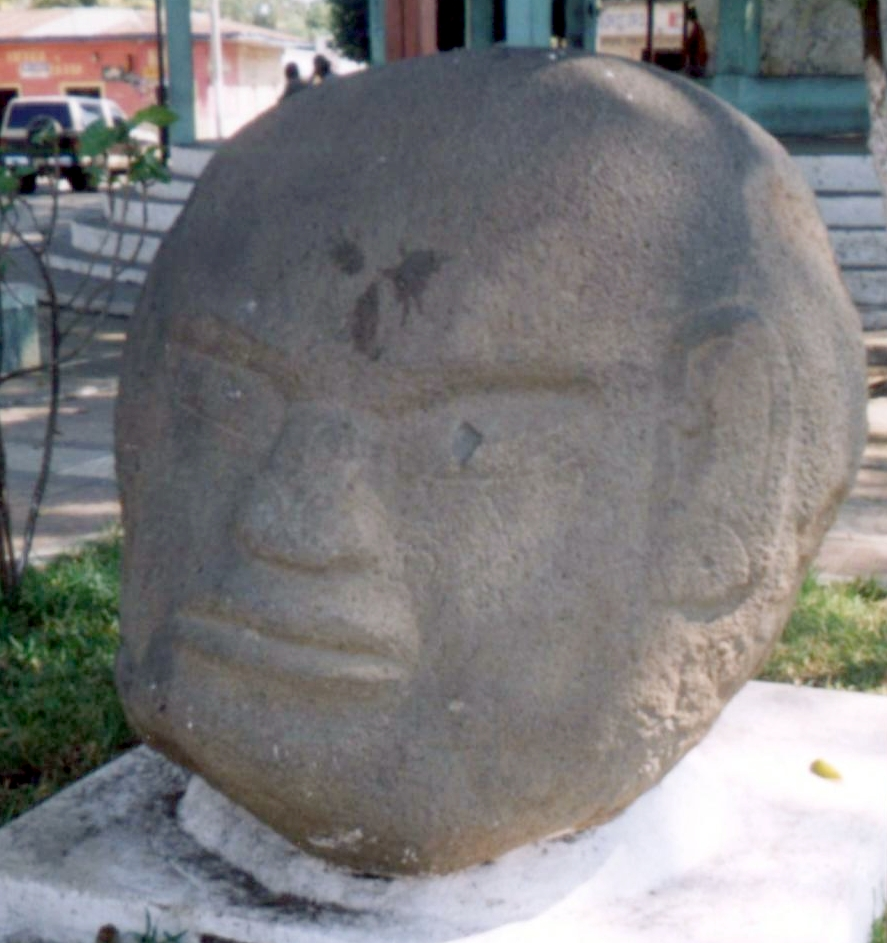
Testa colossale in stile panciuto in mostra a La Democracia (Escuintla) e proveniente originariamente da Monte Alto.

Ci sono alcune variazioni nelle comuni caratteristiche, quelle a Kaminaljuyu hanno corpi grassi con colli corti, tozzi e teste grandi, che a volte indossano un ampio colletto. Le facce sono raffigurate con linee incise e sono pesanti e grossolane. Le gambe si incurvano intorno al corpo parellelamente al terreno e le braccia sono strette addosso al torso con i gomiti piegati. Kaminaljuyu ha la più grande concentrazione di sculture panciute di qualsiasi sito, con parecchie di loro che si trovano concentrate nella piazza del monumento di Palangana.
Grandi monumenti panciuti sono stati trovati a Giralda, un sito a 6 km dalla costa pacifica.
Le sculture panciute di Sin Cabezas sono stilisticamente legate alla scultura olmeca, ma furono riutilizzate da popoli posteriori, essendo state trovate in un riempimento risalente al Periodo tardo classico. I monumenti di Sin Cabezas erano senza teste quando furono trovati e nessun frammento delle teste mancanti era evidente, suggerendo che fossero stati danneggiati quando furono rieretti dai successivi occupanti del sito.
A Takalik Abaj im monumenti in stile panciuto risalgono tutti al Tardo preclassico. Stilisticamente, i monumenti sono molto simili a quelli di Kaminaljuyu e Monte Alto. Sette monumenti sono sculture panciute (Monumenti 2, 3, 19, 40, 69, 94 e 117), sei di questi rappresentano figure complete. Tre monumenti sono piccole sculture panciute (Monumenti 100, 107 e 109) e una scultura è una testa colossale in stile panciuto (Monumento 99).
Una scultura panciuta fu trovata a Chocolá, Guatemala.

### Honduras
A Copán in Honduras, un altro importante sito maya, gli archeologi trovarono una scultura panciuta in cima alla Piattaforma Nordoccidentale, ad ovest della Grande Piazza. Un'altra fu trovata in un nascondiglio sotto la Stele 4. Ulteriori monumenti panciuti sono stati trovati in nascondigli le stele del Tardo classico nella stessa Grande Poazza e per tutta la valle di Copán.
| Sito  | N. di monumenti |
| ----- | --------------- |
| Copán | 2+              |

### El Salvador
Un piccolo esempio portato alla luce da sotto i livelli del Tardo preclassico della Struttura E3-1 a Chalchuapa (nel settore El Trapiche) in El Salvador può risalire al Medio preclassico. Tre monumenti panciuti furono trovati appoggiati su una grande terrazza a Santa Leticia in El Salvador, un sito vicino a Chalchuapa che consiste di cari tumuli e piattaforme. Questi monumenti erano grandi e particolarmente obesi. I Monumenti 1 e 3 di Santa Lucia furono importanti per confermare la datazione dello stile di scultura panciuto. Le sculture panciute di El Salvador si conformano allo stile della scultura dei massi di Monte Alto.
| Sito          | N. di monumenti |
| ------------- | --------------- |
| Chalchuapa    | 1               |
| Santa Leticia | 3               |
| Teopán        | 1               |

Monumento 1 di Santa Leticia è una scultura panciuta quasi sferica e il più piccolo dei tre monumenti panciuti del sito, misurando 1,6 metri di altezza. Il Monumento 2 è una massiccia scultura panciuta alta 2 metri che è stata spaccata in due nel mezzo. Il Monumento 3 è una figura panciuta finemente scolpita con affinità stilistiche con alcune delle sculture trovate a Monte Alto in Guatemala; misura 1,8 metri in altezza. Tutte e tre le sculture misuravano da 1,5 a 2 metri in altezza e diametro. I monumenti erano disposti in una linea nord-sud su una terrazza larga 70 metri che sporgeva da una collina, Cerrito de Apaneca.
La scultura panciuta di Teopán rappresenta chiaramente una figura femminile ed è stata interpretata come la scultura di una dea della terra del Tardo preclassico. Teopán stessa è un piccolo sito collocato su un'isola nel Lago di Coatepeque nel Salvador occidentale. Il sito è stato identificato come quello di un insediamento del Tardo preclassico maya. Sebbene la scultura di Teopán abbia i tipici tratti dello stile di Monte Alto, come gli occhi gonfi chiusi, l'assenza del collo, le braccia avvolte intorno, un ombelico chiaramente marcato e incavi che formano porzioni del naso e della bocca, essa include anche alcune caratteristiche insolite come seni chiaramente definiti, fianchi ampi, natiche e una concavità di 10 centimetri sotto le gambe. Le palpebre chiuse furono in seguito riscolpite con l'aggiunta di due concavità ovali irregolari al fine di rappresentare gli occhi aperti, probabilmente nel Periodo postclassico. È probabile che la scultura panciuta di Teopán sia l'idolo menzionato dall'ufficiale coloniale spagnolo Diego García de Palacio in una lettera scritta nel 1576, nella quale afferma che i nativi pipil sull'isola veneravano "un grande idolo di pietra a forma di donna".